# ゆかな
ゆかな（1975年1月6日 - ）は、日本の女性声優、ナレーター、歌手。千葉県富津市出身。本名および旧芸名は、野上 ゆかな（のがみ ゆかな）。シグマ・セブン所属。

## 経歴
1975年1月6日に千葉県富津市で誕生。
小さいころから、ピアノ、習字など、習い事を多くこなしていた。
その後、千葉県立君津高等学校普通科を卒業。1990年、高校1年の夏にアーツビジョン付属の日本ナレーション演技研究所に入所。1993年、高校3年生の時にOVA『モルダイバー』（大宇宙未来役）の主演で声優デビュー。1995年には『あずきちゃん』（野山あずさ役）でテレビアニメ初主演を果たし、『愛天使伝説ウェディングピーチ』（谷間ゆり/エンジェルリリィ役）でも主役の1人を演じ、「20歳にして同期の中では群を抜く」若手声優と注目された。
1996年3月にアーツビジョンを離れ、4月から音楽事務所IMADOKIに移籍するも約1年後に倒産、所属フリーとなる。1998年1月1日、個人事務所salirを設立。
1999年秋よりニューヨーク留学のため一時活動を休止。ただしレギュラー作品は降板せず、アフレコのため月に1度日本へ帰国していた。2000年春に帰国し、現所属事務所のシグマ・セブンと契約、以後再び活発に声優業を行うようになった。
2001年4月1日に、芸名を元々音楽活動のみで使用していた「ゆかな」に変更した。この芸名の変更は、「留学時の経験から、自身の授かった名前は『ゆかな』であると感じたこと」、「契約が切れていたこと」が契機となったという。また、「下の名前で呼んでほしい」という理由も語っている。改名後、2001年からの『おとぎストーリー 天使のしっぽ』（ウサギのミカ役）や、2002年からの『フルメタル・パニック!』（テレサ・テスタロッサ役）で経歴を重ねた後、2004年には、本名陽子とのダブル主演作『ふたりはプリキュア』（雪城ほのか/キュアホワイト役）が、幼年層を中心に人気を獲得した。以後も『コードギアス 反逆のルルーシュ』（C.C.役）や『我が家のお稲荷さま。』（天狐空幻役）などの作品で主要キャラクターを担当している。

### 音楽関係の経歴
両親は2人とも合唱団のパートリーダーで、ゆかなは幼いころからクラシック音楽の発声の手ほどきを受けて育ち、5歳ごろからピアノを弾いていた。中学生になると吹奏楽部に入りフルートを始めた。歌も大好きで歌っている時の感覚は「音に包まれて泳いでる感じ」と表現している。
声優としてのデビュー作『モルダイバー』では主題歌を担当。OVA『青空少女隊』では第2期のエンディングテーマ、『愛天使伝説ウェディングピーチ』では声優ユニット「FURIL'」の一員として主題歌、挿入歌を担当。『あずきちゃん』でも2代目エンディングを歌うなど、各作品で持ち役のキャラクターソングを歌うこともある。
1996年8月24日から1997年8月17日まで、「YUKA」として以前まで同じアーツビジョンに所属していた横山智佐とバンドユニットW'sを組んで1年間限定の活動を行った。1998年には、音楽活動においてアブソードミュージックジャパンと専属契約。この際、契約上の関係から音楽活動では「ゆかな」名義で活動、後に全活動が「ゆかな」名義に統一されるきっかけともなった。
1998年末にアルバム『yu ka na』を発表した後は、キャラクターソングを歌うことはあったものの、個人名義において、全国販売レベルでの作品は、10年途絶えることになる。
2008年に、angelaのKATSUをアレンジャーに迎えて、個人名義のフルアルバム『Blooming Voices』を発表する。
2010年2月19日にチェンバースレコーズのコンピレーションアルバム『桜の舞う頃に〜卒表アルバム第一楽章〜』にyukana名義で参加。オリジナル曲『卒業』の作詞、作曲とボーカルを担当。
詞や曲の提供
1991年に千葉県で開催の第6回国民文化祭で初演された青島広志作曲の混声合唱組曲『十七歳』のうちの1曲、『夢』の作詞をしている。これはまだデビュー前、高校2年生の時に作詞応募に投稿し採用されたものである。
また、自身で歌うほか、他の歌手に詞や曲を提供している。
- 『will』（中森明菜）収録「Pretend」 野上ゆかな名義
- 『Luster』（斎賀みつき）収録 「きまぐれな日曜日」 Yukana名義
- 『DOUBLE CAST』（福神〈福山芳樹、神奈延年〉）収録「innerchild〜tally of myself〜」 YUKANA名義

## 人物
主に女性を演じ、幼年の少女から成人女性まで幅広くこなしている。
高校時代は生徒会、音楽部、ほかにも色々掛け持ちしていた。高校の文化祭で、音楽部と演劇部の合同でなにかをすることになり、主役を務めることになり、「下級生なのになんで!?」と驚いた。何度も断っていたが、両方の部に所属して上手で可愛い先輩がいた。かわいがってくれていた3年生の先輩たちが「私たちがゆかなしかいないっていってるんだよ」と言っていた。
妹が1人いる。料理好きで、アフレコの時に共演声優やスタッフに差し入れとして、お菓子をよく持ってくる。『モルダイバー』でも最終話のアフレコで30個以上の自家製ミニシュークリームを持ってきていた。得意なのは和食で、一時期はうどんの麺打ちに凝っていたこともある。他にも『杉田智和のデュクシｗアイテテｗｗ』にゲスト出演した時は、絶品のカレーを披露。杉田智和ら男性レギュラー陣を感動させた。
好きなバンドはフランスのジプシー・キングス。理由は「躍動感のある熱さ」だと語っている。他にはアルゼンチン生まれのイギリスの女性歌手マリー・クレール・デュバルド、アメリカの歌手マドンナ、中森明菜を挙げている。
スポーツでは、横浜F・マリノス（旧横浜マリノス）を応援している。大学生の時には少人数制のサッカーであるフットサルのチームに所属していた。
愛車は赤いアルファロメオ・GTV。大型自動二輪車の運転免許も所持している。

### 交遊関係
三木眞一郎は7歳年上だが、アニメ業界に入って初めての声優の友達だという。ゆかながメインキャラクターの一人・下連雀ようこ2等空曹役を担当した『青空少女隊』では、三木は主人公の石動拓也3等空曹役を担当している。この他、『愛天使伝説ウェディングピーチ』では、ゆかなが演じるヒロイン・谷間ゆりの恋人となる柳葉和也役で、『あずきちゃん』ではゆかな演じる主人公・野山あずさに密かに想いを寄せていた元クラスメイトの藤巻拓役を担当。『フルメタル・パニック!』でも、テレサ・テスタロッサ大佐の同世代の友人として親しいクルツ・ウェーバー軍曹を演じるなど、ゆかなと三木はデビュー初期から共演機会もアニメ内での直接的な絡みも多く、車やバイクといった共通の趣味を持っている。
女性声優では同い年（学年はゆかなが一年上である）の池澤春菜ともキャリア初期より親交が深く、『メルティランサー』、『ふたりはプリキュア』などで共演している。2006年になって声優ユニット「ゆかな*はるな」を結成。2008年6月15日放送の『ゲゲゲの鬼太郎（第5作）』第62話「くびれ鬼が死をまねく」で共演した時には、二人の楽曲「Sweet Magic（ピアノソロ特別version）」も劇中のコンサートで使用された。これは池澤からスタッフへの提案により採用されたもので、ゆかなが演じるアイドルのAYAと池澤春菜が演じる妖怪のアマビエが仲良く一緒に歌唱し友情を象徴するシーンとなっている。
先輩の椎名へきるや同級生の手塚ちはるとはデビュー当時より仲が良く、付き合いも長い。年上の声優では『あずきちゃん』で母子として共演機会の長かった皆口裕子と自宅に寝泊りするほど親しい間柄である。また、デビュー作から共演している天野由梨も同じ所属事務所に所属していたこともあって昔から慕っており、天野もゆかなを妹のように可愛いがっていて愛しているとインタビューで答えている。
本名陽子とも『ふたりはプリキュア』でWヒロインとして共演以降は、ラジオやバースデー・ライブなどにゲスト出演するようになり交友が深まった。この他、11歳年下の小清水亜美は、共演を喜んだり食事を一緒にするなどゆかなを慕っており、互いのブログにも登場している。

### エピソード
子供の頃はインドア派の読書好きで広辞苑や六法全書、果ては電話帳を1日中眺めていることもあった。これには後述の病弱さが影響している。
小学校の文集には「将来なりたいもの＝薬剤師」と書いていた。理由は祖母がなりたかった職業だということを聞いていたからだという。
高校時代は文芸部に所属。部室は校舎内ではなく屋外にあり、コーヒー豆やミルクを持参しては友達とお茶会ばかりしていた。

### 声優へのきっかけ
幼少期は「20歳まで生きられないかもしれない」と医者に言われていたほど病弱であり、特に10歳時には「余命数か月」と宣告されるほどの末期的病状も経験している。これらの経験が人生観に大きな影響を与え、小学生当時から「自分がこの世に生まれてきた証を残したい」と常に考えており、それが役者の道を選んだ大きな理由だとインタビューで度々語っている。元々、就きたい職業はいくつもあったが「失敗も成功も評価が全て自分に返ってくる職業」を望み、中学校に進級する頃には芝居によって何にでもなれる声優になろうと決心していた。しかし、なかなか両親には言い出せず、その旨を伝えたところ猛反対され、学業に絶対に影響させない約束をすることでようやく許された。それまで、親には自分の病で苦労をかけていた負い目もあり、面と向かって我侭を言ったことは少なく、人生初の大きな我侭が声優になることだったという。説き伏せたものの、経緯から学校の成績だけは落とすわけにはいかず、デビュー初期は仕事量も抑えていた。

### モルダイバー
声優養成所には、着替える時間がないので高校の授業が終わると制服のまま電車に乗って直行し、稽古が終わると終電で深夜に帰宅する生活で、アフレコも制服のまましていた。家が遠かったこともあり、ハードスケジュールで大変だったと述懐している。声優としてのデビュー作である『モルダイバー』の主人公の大宇宙未来役について、一番苦労した役と語っている。なにもかもが初めてだったため、ヘッドホンのジャックをどこに入れるか分からず、アドリブもできない状態だったという。周囲の共演者は全員が神様に見えて、みんなにはできることが自分だけできないまま終わってしまい、悔しかったとも語っている。初アフレコ時に緊張のあまりマイクの反対側に立ってしまい「それじゃあモニターが見えないでしょう」と指摘されたエピソードもある。

### 東日本大震災に関して
2011年3月に発生した東日本大震災に際し、過去に演じたキャラクターのテレサ・テスタロッサ役（『フルメタル・パニック』）にて激励メッセージを送った。原作者たちの手を借りて作成された動画はサイト上に投稿され、被災者へのエールとして公開された。

## 出演
太字はメインキャラクター。

### テレビアニメ
1995年
- マクロス7（千歳・リップル）
- モンタナ・ジョーンズ（ニコレッタ）
- あずきちゃん（1995年 - 1998年、野山あずさ） - 3シリーズ
- 愛天使伝説ウェディングピーチ（1995年 - 1996年、谷間ゆり / エンジェルリリィ）
- 行け!稲中卓球部（相馬紀子、女生徒A）
- 魔法陣グルグル（プリン）
- 十二戦支 爆烈エトレンジャー（人魚姫）

1996年
- ゲゲゲの鬼太郎（第4作）（涼子）

1997年
- CLAMP学園探偵団（桜岡真奈美）
- 学級王ヤマザキ（1997年 - 1998年、姫野きさき、タカラダ）

1998年
- ああっ女神さまっ 小っちゃいって事は便利だねっ（千里眼の覗見）
- 吸血姫美夕（モル）
- 遊☆戯☆王（野坂ミホ）
- カードキャプターさくら（李苺鈴）
- 時空探偵ゲンシクン（ヒミコ）
- DTエイトロン（ジェシカ）
- 春庭家の3人目（お母さん）
- はれときどきぶた（春の妖精）

1999年
- 天使になるもんっ!（鈴原夏海）
- ポケットモンスター（1999年 - 2001年、ツバキ、ヒメカ）
- それゆけ!宇宙戦艦ヤマモト・ヨーコ（メオ・ニスのルブルム）

2000年
- だぁ!だぁ!だぁ!（2000年 - 2001年、そうじくん、キウイ）
- 真・女神転生デビチル（2000年 - 2001年、要ミライ）
- Sci-Fi HARRY（ジノリ）

2001年
- 学校の怪談（しづ子）
- 犬夜叉（2001年 - 2010年、神無） - 2シリーズ
- おとぎストーリー 天使のしっぽ（2001年 - 2003年、ウサギのミカ） - 2シリーズ
- SAMURAI GIRL リアルバウトハイスクール（来宮ルミ）
- ナジカ電撃作戦（スワンニー）
- バンパイヤン・キッズ（キュルン）

2002年
- フルメタル・パニック!（2002年 - 2018年、テレサ・テスタロッサ） - 4シリーズ
- FF：U 〜ファイナルファンタジー:アンリミテッド〜（ソモサン）
- GROOVE ADVENTURE RAVE（レイナ）
- ぴたテン（紫亜）
- アクエリアンエイジ Sign for Evolution（更科、予告ナレーション）
- SAMURAI DEEPER KYO（朔夜）
- ドラゴンドライブ（永遠冴香、リア）
- ちょびっツ（琴子）
- 十二国記（蓉可）
- ぷちぷり*ユーシィ（ミミー）

2003年
- 出撃!マシンロボレスキュー（アリス・ベッカム、マリー尾藤）
- アソボット戦記五九（美女リーダー）
- エアマスター（中ノ谷美奈）
- LAST EXILE（サブタイトルナレーション）
- GAD GUARD（きらら）
- クラッシュギアNitro（アロラ・シャンディ）
- ヤミと帽子と本の旅人（ララ）
- アストロボーイ・鉄腕アトム（ロクサーヌ）

2004年
- 探偵学園Q（氷月遊里）
- ふたりはプリキュア（2004年 - 2006年、雪城ほのか / キュアホワイト） - 2シリーズ
- 今日からマ王!（2004年 - 2008年、ウルリーケ） - 3シリーズ
- 名探偵コナン（2004年 - 2024年、田代、松中ユリコ、水野薫子、上宮桃子、土田有夏、手島まなみ）
- 蒼穹のファフナー（2004年 - 2015年、日野弓子） - 2シリーズ
- 陰陽大戦記（2004年 - 2005年、上善寺モモ、柊のホリン）
- 舞-HiME（2004年 - 2005年、風花真白、姫野二三）

2005年
- MÄR-メルヘヴン-（2005年 - 2006年、メリロ）
- BLEACH（2005年 - 2011年、虎徹勇音）
- 舞-乙HiME（2005年 - 2006年、マシロ・ブラン・ド・ヴィントブルーム）
- BLACK CAT（2005年 - 2006年、リンスレット＝ウォーカー）

2006年
- デジモンセイバーズ（2006年 - 2007年、ララモン / サンフラウモン / ライラモン / ロゼモン）
- シムーン（ドミヌーラ、エリー / エリフ）
- ゼーガペイン（タチバナ・ミズキ、シン）
- 妖逆門（日野亜紀）
- クレヨンしんちゃん（2006年 - 2017年、モエミ、白井ユキ / 雪女）
- ああっ女神さまっ それぞれの翼（千里眼の覗見）
- 怪 〜ayakashi〜 「化猫」（加世）
- おとぎ銃士 赤ずきん（2006年 - 2007年、カテジナ）
- エンジェル・ハート（スゥチン）
- コードギアス 反逆のルルーシュ（2006年 - 2008年、C.C.、ナレーション） - 2シリーズ
- くじびき♥アンバランス（如月香澄）
- 奏光のストレイン（ロッティ・ゲラー）

2007年
- 地獄少女 二籠（湯元百合江）
- 魔法少女リリカルなのはシリーズ（2007年 - 2015年、リインフォースII 、ルキノ・リリエ） - 2シリーズ
- アイドルマスター XENOGLOSSIA（リファ）
- 地球へ…（ジョミーのママ、レティシアのママ）
- Devil May Cry（大人パティ）
- モノノ怪 「海坊主」「化猫」（加世、野本チヨ）
- ケロロ軍曹（シナノ）
- げんしけん シリーズ（2007年 - 2013年、如月香澄、大野加奈子） - 2シリーズ
- ヒロイック・エイジ（ニルバール）
- ポケットモンスター ダイヤモンド&パール（タマミ）
- Myself ; Yourself（若月冴子）
- もっけ（亜季）

2008年
- ロザリオとバンパイア（蛍糸）
- 我が家のお稲荷さま。（天狐空幻〈女〉）
- ドルアーガの塔 シリーズ（2008年 - 2009年、サキュバス） - 2シリーズ
- ゲゲゲの鬼太郎（第5作）（AYA）
- セキレイ（2008年 - 2010年、風花） - 2シリーズ
- 絶対可憐チルドレン（蕾見不二子）
- ソウルイーター（2008年 - 2009年、弓梓）
- テイルズ オブ ジ アビス（2008年 - 2009年、ティア・グランツ、ユリア・ジュエ）
- 銀魂（中島未華子）

2009年
- 宇宙をかける少女（獅子堂高嶺、ナツメ）
- ねぎぼうずのあさたろう（にんにくのおしの）
- バトルスピリッツ 少年突破バシン（Jの叔母）
- 黒神 The Animation（ナム）
- キディ・ガーランド（トロワジェイン）
- 空中ブランコ（ミドリ）

2010年
- アマガミSS（2010年 - 2012年、七咲逢、七咲郁夫） - 2シリーズ
- 裏切りは僕の名前を知っている（ユキ〈前世〉）

2011年
- IS 〈インフィニット・ストラトス〉（2011年 - 2013年、セシリア・オルコット） - 2シリーズ
- ドラゴンクライシス!（七尾英理子）
- STAR DRIVER 輝きのタクト（ケイ・マドカ / ウィンドウスター）
- バトルスピリッツ ブレイヴ（アンジュ・ロシェ）
- ラストエグザイル-銀翼のファム-（ディアン、サブタイトルナレーション）
- ファイ・ブレイン 神のパズル（鬼の手姫）
- 未来日記（2011年 - 2012年、野々坂まお）

2012年
- ONE PIECE（2012年 - 2024年、しらほし）
- 男子高校生の日常（羽原）
- FAIRY TAIL（ミッシェル / イミテイシア）
- 氷菓（入須冬実）
- CØDE:BREAKER（藤原寧々音）
- たまごっち!（2012年 - 2014年、ひめスペっち、はくばんこ先生） - 4シリーズ
- 聖闘士星矢Ω（2012年 - 2013年、パラドクス、インテグラ）

2013年
- THE UNLIMITED 兵部京介（蕾見不二子）
- 銀河機攻隊 マジェスティックプリンス（ルティエル）
- 八犬伝―東方八犬異聞― 第二期（桔梗の花）
- 探検ドリランド -1000年の真宝-（魔剣士ベリンダ）
- 蒼き鋼のアルペジオ -アルス・ノヴァ-（コンゴウ）
- 機巧少女は傷つかない（花柳齋硝子）
- BLAZBLUE ALTER MEMORY（帝）

2014年
- 真 ストレンジ・プラス（奈々）
- ハピネスチャージプリキュア!（キュアホワイト）
- クロスアンジュ 天使と竜の輪舞（2014年 - 2015年、エマ・ブロンソン、リィザ・ランドッグ、ガイドロボ）
- 繰繰れ! コックリさん（タマ）

2015年
- 血界戦線（エマ・マクベス）
- ワールドトリガー（2015年 - 2021年、黒江双葉） - 2シリーズ
- GATE 自衛隊 彼の地にて、斯く戦えり（幸原みずき）

2016年
- ディバインゲート（オペレーター、システムボイス）
- ラクエンロジック（サキュバス）
- アイカツスターズ!（2016年 - 2017年、雪乃ホタル）

2017年
- ドラゴンボール超（ケール、ホップ、ケフラ、幻ホップ）
- このはな綺譚（花蒔 姉）
- 妹さえいればいい。（神崎夕奈）

2018年
- 刀使ノ巫女（高津雪那 / 相模雪那）
- カードキャプターさくら クリアカード編（李苺鈴）
- HUGっと!プリキュア（雪城ほのか / キュアホワイト）
- ゲゲゲの鬼太郎（第6作）（2018年 - 2020年、房野きらら、アデル）
- ちおちゃんの通学路（瀬戸山先輩）
- Free!-Dive to the Future-（松岡都）
- RELEASE THE SPYCE（拷問官）

2019年
- 私に天使が舞い降りた!（ホワイトリリィ）
- ありふれた職業で世界最強（2019年 - 2024年、ミレディ・ライセン） - 2シリーズ
- けだまのゴンじろー（猫女王）
- ラディアン（2019年 - 2020年、クイーン・ブーディカ）

2020年
- 地縛少年花子くん（2020年 - 2025年、ミサキ階段、ヤコ） - 3シリーズ
- 八男って、それはないでしょう!（アマーリエ）
- LISTENERS リスナーズ（リサ）
- モンスター娘のお医者さん（クトゥリフ・スキュル）

2021年
- デジモンアドベンチャー:（マリンエンジェモン）
- もっと!まじめにふまじめ かいけつゾロリ（ガンホ）
- デジモンゴーストゲーム（シスタモンシエル）

2022年
- ルパン三世 PART6（リンファ）
- 史上最強の大魔王、村人Aに転生する（ジェシカ / エルザード）
- 咲う アルスノトリア すんっ!（ソロー）
- 最近雇ったメイドが怪しい（つかさの母）
- 4人はそれぞれウソをつく（占い師）
- BLEACH 千年血戦篇（2022年 - 2024年、虎徹勇音） - 3シリーズ

2023年
- ワールドダイスター（テレーゼ・グリーベル）
- Helck（魔女）
- 好きな子がめがねを忘れた（三重さんの母）
- 放課後少年花子くん（2023年 - 2024年、ヤコ） - 2シリーズ
- 逃走中 グレートミッション（2023年 - 2025年、西洞院ナギ）
- キボウノチカラ〜オトナプリキュア'23〜（雪城ほのか / キュアホワイト）

2024年
- 戦国妖狐（くずのは） - 2シリーズ
- シャドウバースF（赤い光〈ネクサス〉）
- 【推しの子】（アネモネ・モネモネ）
- 夜桜さんちの大作戦（夜桜つぼみ）
- アサティール2 未来の昔ばなし（シイラ）
- ポケットモンスター（2024年 - 2025年、リスタル）

2025年
- わたしが恋人になれるわけないじゃん、ムリムリ!（※ムリじゃなかった!?）（紗月の母親）

### 劇場アニメ
1995年
- あずきちゃん（野山あずさ）

1996年
- X -エックス-（猫依護刃）

1999年
- 劇場版カードキャプターさくら（李苺鈴）
- 遊☆戯☆王（野坂ミホ）

2000年
- 劇場版カードキャプターさくら 封印されたカード（李苺鈴）

2002年
- 犬夜叉 鏡の中の夢幻城（神無）

2005年
- プリキュアシリーズ（2005年 - 2023年、雪城ほのか / キュアホワイト） - 13作品
- 機動戦士Ζガンダム A New Translation I - III（2005年 - 2006年、フォウ・ムラサメ） - 3部作
- ブラック・ジャック ふたりの黒い医者（女装ロック）

2006年
- デジモンセイバーズ THE MOVIE 究極パワー! バーストモード発動!!（ララモン）
- デジモンセイバーズ 3D デジタルワールド 危機イッパツ！（ララモン）

2007年
- 河童のクゥと夏休み（アイドル）
- クレヨンしんちゃん 嵐を呼ぶ 歌うケツだけ爆弾!（うらら）
- 劇場版BLEACH The DiamondDust Rebellion もう一つの氷輪丸（虎徹勇音、ヤン）

2010年
- イヴの時間（アキコ）
- 蒼穹のファフナー HEAVEN AND EARTH（日野弓子）
- テコンV

2012年
- 魔法少女リリカルなのは The MOVIE 2nd A's（リインフォースII）

2015年
- 劇場版 蒼き鋼のアルペジオ -アルス・ノヴァ- DC / Cadenza（コンゴウ） - 2作品
- コードギアス 亡国のアキト 第3章（C.C.）
- 名探偵コナン 業火の向日葵（岸久美子）

2016年
- アクセル・ワールド INFINITE∞BURST（メタトロン）
- ゼーガペインADP（ミズキ）
- ラストエグザイル-銀翼のファム- Over The Wishes（ディアン）

2017年
- 魔法少女リリカルなのは Reflection / Detonation（2017年 - 2018年、リインフォースII） - 2部作
- コードギアス 反逆のルルーシュ I - III（2017年 - 2018年、C.C.） - 3部作

2019年
- コードギアス 復活のルルーシュ（C.C.）

2022年
- 劇場版 BanG Dream! ぽっぴん'どりーむ!（牛込みき）
- 映画かいけつゾロリ ラララ♪スターたんじょう（ヒポポママ）

2024年
- 劇場版モノノ怪 唐傘（麦谷）
- ゼーガペインSTA（シン）
- ラブライブ!虹ヶ咲学園スクールアイドル同好会 完結編（嵐珠の母）

2025年
- 映画 おしりたんてい スター・アンド・ムーン（サイダー）

### OVA
1993年
- 超音戦士ボーグマン2-新世紀2058-（イライザ・南井）
- モルダイバー（大宇宙未来）

1994年
- 青空少女隊（下連雀ようこ）
- 他人の関係（女子学生、同級生）

1995年
- 楽勝!ハイパードール（水無月舞佳）

1996年
- ウェディングピーチDX（谷間ゆり / エンジェルリリィ）
- それゆけ!宇宙戦艦ヤマモト・ヨーコ（メオ・ニスのルブルム）
- 鉄腕バーディー（早宮夏美）
- POWER DoLLS Detachment of Limited Line Service プロジェクトα（セルマ・シェーレ）

1997年
- ヴァンパイアハンター（フェリシア）
- 新・湘南爆走族 荒くれKNIGHT（善波雛子）
- それゆけ!宇宙戦艦ヤマモト・ヨーコII（メオ・ニスのルブルム）

1998年
- 青の6号（紀之真弓）

1999年
- メルティランサー The Animation（シルビア・ニムロッド）

2001年
- めだかの学校（猫子さん）

2006年
- フルメタル・パニック! The Second Raid 特別版OVA（テレサ・テスタロッサ）
- ポチャッコのわくわくバースデー（ドッチ）
- ポチャッコのにんじん畑は大騒ぎ（ドッチ）
- 舞-乙HiME Zwei（マシロ・ブラン・ド・ヴィントブルーム）

2007年
- 今日からマ王! R（ウルリーケ）

2008年
- BLEACH カラブリ! 護廷十三屋台大作戦!（虎徹勇音）
- 舞-乙HiME 0〜S.ifr〜（ナレーション、サクラ・ハザクラ）

2009年
- 鉄のラインバレル 天才美少女科学者レイチェルちゃん（長谷川愛華）
- 少女ファイト（伊丹志乃）※コミックス第6巻 特装版付属DVD

2010年
- 舞-乙HiME COMPLETE 乙女の祈り（ニナネコ、風花真白）

2011年
- IS〈インフィニット・ストラトス〉アンコール 恋に焦がれる六重奏（セシリア・オルコット）
- ショコラの魔法 ムラング・オ・ショコラ 〜悲しみの旋律〜 前編・後編（哀川ショコラ）※『ちゃお』2011年4・5月号付録DVD
- ショコラの魔法 タルトレット 〜静寂の雨〜（哀川ショコラ）※『ちゃお』2011年8月号付録DVD
- ショコラの魔法 パルフェ 〜秋の日の憂鬱〜（哀川ショコラ）※『ちゃお』2011年10月号付録DVD
- ショコラの魔法 ホワイトマカロン 〜後悔の炎〜（哀川ショコラ）※『ちゃお』2011年11月号付録DVD
- ショコラの魔法 レッドチェリーチョコレート 〜零の記憶〜（哀川ショコラ）※『ちゃお』2011年12月号付録DVD

2012年
- ショコラの魔法 ピュアハートチョコレート 〜ハートの純真〜（哀川ショコラ）※『ちゃお』2012年2月号付録DVD
- ショコラの魔法 ガトーオペラ 〜歌姫の誘惑〜（哀川ショコラ）※『ちゃお』2012年3月号付録DVD
- ショコラの魔法 レッドチェリーチョコレート 〜零の終焉〜（哀川ショコラ）※『ちゃお』2012年5月号付録DVD
- ショコラの魔法 〜チョコレートモールド心の鍵〜（哀川ショコラ）※『ちゃお』2012年9月号付録DVD
- ショコラの魔法 〜フランボワース美しき罪〜（哀川ショコラ）※『ちゃお』2012年10月号付録DVD
- ショコラの魔法 〜ヴィオレ偽りの恋〜（哀川ショコラ）※『ちゃお』2013年1月号（2012年12月発売）付録DVD
- コードギアス 反逆のルルーシュ ナナリーinワンダーランド（C.C.）

2013年
- ショコラの魔法 〜マンディアン命のカタチ〜（哀川ショコラ）※『ちゃお』2013年2月号付録DVD
- げんしけん 二代目の六（大野加奈子）※コミックス第15巻DVD付き特装版
- 機巧少女は傷つかない（2013年 - 2014年、花柳斎硝子） - Vol.I・II・V

2014年
- IS 〈インフィニット・ストラトス〉2 ワールド・パージ編（セシリア・オルコット）

2019年
- 蒼穹のファフナー THE BEYOND（2019年 - 2021年、セレノア）

2022年
- ありふれた職業で世界最強 幻の冒険と奇跡の邂逅（ミレディ・ライセン） - 小説第13巻特装版

2023年
- 蒼穹のファフナー BEHIND THE LINE（日野弓子）

2024年
- コードギアス 奪還のロゼ（C.C.）

### Webアニメ
2007年
- ポケモン不思議のダンジョン 出動ポケモン救助隊ガンバルズ!（チコリータ）

2008年
- イヴの時間（アキコ）

2014年
- 神羅万象〜天地神明の章〜（イヅナ）

2016年
- ファントム オブ キル -Zeroからの反逆-（アマネ）

2019年
- ケンガンアシュラ（2019年 - 2023年、奏流院紫音） - 3シリーズ
- スーパードラゴンボールヒーローズ 宇宙騒乱編プロモーションアニメ（ケール）
- SUPER SHIRO（ビボー）

2021年
- ガンダムブレイカー バトローグ（フォウ・ムラサメ）

2022年
- 人形学園（ベラ）

2024年
- Fate/Grand Order 藤丸立香はわからない Season2（葛飾北斎）

### ゲーム
1993年
- ヴェインドリームII（セス）

1994年
- ADVANCED V.G.（武内優香）
- 電脳天使（メルキュール・ティラス・サブロマリン）
- とらべらーず!伝説をぶっとばせ（ラエル・マメミム・ボンフリー）

1995年
- 真怨霊戦記（岡野依姫）
- スーパーヴァリアブル・ジオ（武内優香）
- 聖夜物語 AnEarth Fantasy Stories（娼婦ユキ）
- 魔法少女プリティサミー（モルダイバー2号）

1996年
- Go!Go!バーディチャンス（北沢優加）
- メルティランサー 〜銀河少女警察2086〜（シルビア・ニムロッド）

1997年
- クライムクラッカーズ2（ウェンディ・ウィルキンソン）
- 天外魔境 第四の黙示録（キャンディ）
- パワードール2（セルマ・シェーレ）
- プリンセスメーカー ゆめみる妖精（娘）
- マネーアイドルエクスチェンジャー（高島あさひ）
- メタルエンジェル3（恵）
- メルティランサー Re-inforce（シルビア・ニムロッド）

1998年
- あのこどこのこ（中津川友香）
- ADVANCED V.G.2（武内優香）
- エアガイツ（クレア・アンドリュース）
- エリーのアトリエ 〜ザールブルグの錬金術士2〜（ルイーゼ・ローレンシウム）
- Sequence Palladium（ラシュペル・フォン・グラメール）
- シャイニングフォースIII シナリオ2・3（シンテシス）
- ツインズストーリー きみにつたえたくて…（館野成美）
- DEBUT21（神崎アイ）
- ドッチDEボール!（白鳥ユリア）
- Mystic Mind 〜揺れる想い〜（真咲悠）
- 天仙娘々劇場版（彩燕）

1999年
- あすか120%ファイナル BURNING Fest.（鈴木めぐみ）
- Lの季節 〜A piece of memories〜（天羽碧）
- 奏（騒）楽都市OSAKA（岸田葉漁）
- メルティランサー The 3rd Planet（シルビア・ニムロッド）
- リモートコントロールダンディ（美村美幸）

2000年
- あすは恋して〜 Prime Beat Planet 〜（永倉遙）
- 華蘭虎龍学園 〜どきどき編〜（有栖川マミ）
- 華蘭虎龍学園 〜むねきゅん編〜（光神・アンジェリカ・美里）
- 華蘭虎龍学園 〜ぴゅあらぶ編〜（綾瀬加奈）

2001年
- 犬夜叉（神無）
- エクソダスギルティー ネオス（アクア、リリィ）
- サモンナイト2（ハサハ、パッフェル）
- トゥルーラブストーリー3（紺野遊季）

2002年
- ガレリアンズ:アッシュ（ニトロ）
- ギガンティック ドライブ（主人公3）
- CROSS HERMIT 〜最果ての賢者〜（ロザリア・オーディナー）
- 真・女神転生 デビルチルドレン 黒の書・赤の書（ミライ）
- ときめきメモリアル Girl's Side（有沢志穂）
- RAVEシリーズ（レイナ）
  - GROOVE ADVENTURE RAVE 〜未完の秘石〜
  - GROOVE ADVENTURE RAVE ファイティングライブ
  - GROOVE ADVENTURE RAVE 〜光と闇の大決戦〜
  - GROOVE ADVENTURE RAVE 〜光と闇の大決戦2〜

2003年
- サモンナイト3（キユピー、ヘイゼル、ハサハ、パッフェル）
- SuperLite 1500シリーズ ADVANCED V.G.（武内優香）
- SuperLite 1500シリーズ ADVANCED V.G.2（武内優香）
- 電脳戦機バーチャロン マーズ（リリン・プラジナー）

2004年
- 犬夜叉 〜呪詛の仮面〜（神無）
- THE 裁判 〜新米司法官 桃田司の10の裁判ファイル〜（桃田司）
- ふたりはプリキュア ありえな〜い! 夢の園は大迷宮（雪城ほのか / キュアホワイト）
- ベルセルク 千年帝国の鷹篇 聖魔戦記の章（シールケ）
- マグナカルタ（エオニス・ミラン）
- ミステリート 〜八十神かおるの事件ファイル〜（氷川マイ、チェン警備主任、堂島香苗）

2005年
- テイルズ オブ ジ アビス（ティア・グランツ）
- ふたりはプリキュア Max Heart マジ?マジ!?ファイトde IN じゃない（雪城ほのか / キュアホワイト）
- ふたりはプリキュア Max Heart DANZEN! DSでプリキュア 力を合わせて大バトル（雪城ほのか / キュアホワイト）

2006年
- ガンダム バトルロワイヤル（フォウ・ムラサメ）
- 機動戦士ガンダム クライマックスU.C.（フォウ・ムラサメ）
- 新 鬼武者 DAWN OF DREAMS（柳生十兵衛 茜）
- スクールランブル二学期 恐怖の(?)夏合宿! 洋館に幽霊現る!? お宝を巡って真っ向勝負!!!の巻（タチアナ）
- テイルズ オブ ザ ワールド レディアント マイソロジー（ティア・グランツ）
- デジモンセイバーズ アナザーミッション（ララモン）
- ときめきメモリアル Girl's Side 2nd Kiss（有沢志穂）
- NARUTO -ナルト- ナルティメットヒーロー#ナルティメットポータブル（花澄）
- ファイナルファンタジーXII（ミュリン）
- 舞-HiME 運命の系統樹（風花真白）
- 舞-HiME 運命の系統樹 修羅（風花真白）
- 舞-HiME 鮮烈! 真 風華学園激闘史!!（風花真白、姫野二三）
- ミステリートPORTABLE 〜八十神かおるの挑戦!〜（氷川マイ、チェン警備主任、堂島香苗）

2007年
- SDガンダム GGENERATION（2007年 - 2025年、フォウ・ムラサメ） - 7作品
- ガンダムバトルクロニクル（フォウ・ムラサメ）
- 機動劇団はろ一座・ガンダム麻雀＋Z さらにデキるようになったな!（フォウ・ムラサメ）
- くじびきアンバランス 会長お願いすま〜っしゅファイト☆（如月香澄）
- コードギアス 反逆のルルーシュ（C.C.）
- シムーン 異薔薇戦争〜封印のリ・マージョン〜（ドミヌーラ）
- 十次元立方体サイファー 〜ゲーム・オブ・サバイバル〜（牧田京子、穂月）
- スーパーロボット大戦Scramble Commander the 2nd（フォウ・ムラサメ）
- テイルズ オブ ファンダム Vol.2（ティア・グランツ）

2008年
- Yes!プリキュア5 Go Go! 全員しゅーGo! ドリームフェスティバル（雪城ほのか / キュアホワイト）
- Lの季節2 invisible memories（天羽碧）
- ガンダムバトルユニバース（フォウ・ムラサメ）
- 機動戦士ガンダム ギレンの野望 アクシズの脅威（フォウ・ムラサメ）
- コードギアス 反逆のルルーシュ LOST COLORS（C.C.）
- コードギアス 反逆のルルーシュ R2 盤上のギアス劇場（C.C.）
- スーパーロボット大戦A PORTABLE（フォウ・ムラサメ）
- スーパーロボット大戦Z（フォウ・ムラサメ）
- スカッとゴルフ パンヤ（ルーシア）
- 絶対可憐チルドレン 第4のチルドレン（蕾見不二子）
- ZWEI II（アルウェン・ド・ムーンブリア）
- ミステリートWindows 〜八十神かおるの挑戦!〜（氷川マイ、チェン警備主任、堂島香苗）
- 無限のフロンティア スーパーロボット大戦OGサーガ（楠舞神夜）

2009年
- アークライズファンタジア（ソアラ）
- アマガミ（七咲逢、七咲郁夫）
- 機動戦士ガンダム ギレンの野望 アクシズの脅威V（フォウ・ムラサメ）
- 機動戦士ガンダム ガンダムVS.ガンダムNEXT（フォウ・ムラサメ）
- サモンナイトX 〜Tears Crown〜（フーレイ）
- テイルズ オブ ザ ワールド レディアント マイソロジー2（ティア・グランツ）
- テイルズ オブ バーサス（ティア・グランツ）
- デカロン（アロケン）
- Forza Motorsport 3（ナレーション）

2010年
- Another Century's Episode:R（C.C.、テレサ・テスタロッサ）
- アルトネリコ3 世界終焉の引鉄は少女の詩が弾く（リッカリョーシャ）
- エンド オブ エタニティ（レベッカ）
- ガンダムアサルトサヴァイブ（フォウ・ムラサメ）
- 天神乱漫 Happy Go Lucky!!（市杵宍姫命）
- のーふぇいと! 〜only the power of will〜（椎名理瀬）
- 密室のサクリファイス（クロエ）
- 無限のフロンティアEXCEED スーパーロボット大戦OGサーガ（楠舞神夜）

2011年
- ガンダム・ザ・スリーディーバトル（フォウ・ムラサメ）
- 機動戦士ガンダム 新ギレンの野望（フォウ・ムラサメ）
- 真・女神転生IMAGINE（葵〈アオイ〉）
- セブンスドラゴン2020（ネコ、キャラメイクボイス）
- 第2次スーパーロボット大戦Z 破界篇 / 再世篇（C.C.）
- テイルズ オブ ザ ワールド レディアント マイソロジー3（ティア・グランツ）
- デッドエンド Orchestral Manoeuvres in the Dead End（シパクトリ）
- ノーラと刻の工房 霧の森の魔女（カルナ・アスターラ、キリル・ヤーネス）
- BLAZBLUE CONTINUUM SHIFT EXTEND（帝、冥王・イザナミ「IZANAMI」、ジ・オリジン）
- みらくる☆パーティー -不思議の幻想郷2-（八坂神奈子、チルノ）
- メビウスオンライン（少女 クール）

2012年
- コープスパーティー THE ANTHOLOGY サチコの恋愛遊戯♥Hysteric Birthday 2U（高井梓紗）
- ダークブラッド（メイジ）
- 時と永遠 〜トキトワ〜（レージョ）
- 怒首領蜂最大往生（朱理）
- バイオハザード オペレーション・ラクーンシティ（フォーアイズ）
- PROJECT X ZONE（楠舞神夜）
- マジてん 〜マジで天使を作ってみた〜（癒しタイプ）
- みらくる超パーティー -早苗と天子の幻想迷宮-（八坂神奈子、チルノ、聖白蓮）
- ONE PIECE ワンピーベリーマッチIC（しらほし）

2013年
- 英雄伝説 閃の軌跡（シャロン・クルーガー）
- 艦隊これくしょん -艦これ-（コンゴウ）※一部のイベントのみ
- 月英学園 -kou-（阿式ルル）
- スーパーロボット大戦OGサーガ 魔装機神III PRIDE OF JUSTICE（セレマ・ゼオラ・オクスティン）
- スーパーロボット大戦Operation Extend（C.C.）
- スーパーロボット大戦UX（フェストゥム・スフィンクス型、ノーヴル・ディラン）
- セブンスドラゴン2020-II（ムラクモ、ネコ）
- DISORDER6（マキ）

2014年
- あかやあかしやあやかしの（椿灯奈）
- IS 〈インフィニット・ストラトス〉 ヴァーサスカラーズ（セシリア・オルコット）
- IS 〈インフィニット・ストラトス〉 2 イグニッション・ハーツ（セシリア・オルコット）
- 英雄伝説 閃の軌跡 II（シャロン・クルーガー）
- グリモア〜私立グリモワール魔法学園〜（月宮沙那）
- コープスパーティー BLOOD DRIVE（高井梓紗）
- 神撃のバハムート（ミリアム）
- スーパーヒーロージェネレーション（メズール）
- スーパーロボット大戦OGサーガ 魔装機神F COFFIN OF THE END（セレマ・ゼオラ・オクスティン）
- 超ヒロイン戦記（セシリア・オルコット）
- 第3次スーパーロボット大戦Z 時獄篇 / 天獄篇（2014年 - 2015年、フォウ・ムラサメ、テレサ・テスタロッサ、C.C.） - 2作品
- テイルズ オブ ザ ワールド レーヴ ユナイティア（ティア・グランツ）
- ファントム オブ キル（レーヴァテイン）
- 感染×少女（三静寂礼音）

2015年
- IS 〈インフィニット・ストラトス〉 2 ラブ アンド パージ（セシリア・オルコット）
- ウチの姫さまがいちばんカワイイ（蒼雫姫 セシリア・オルコット、玄武姫 黒 賢珠）
- 機動戦士ガンダム エクストリームバーサス フォース（フォウ・ムラサメ）
- グランブルーファンタジー（2015年 - 2024年、ニオ、ネプチューン、ティア・グランツ、雪城ほのか / キュアホワイト、C.C.）
- クロスアンジュ 天使と竜の輪舞tr.（エマ・ブロンソン）
- ケイオスドラゴン 混沌戦争（黒扇妃）
- 白猫プロジェクト（タージ、エリス・ミラージュ）
- ネットハイ（MC）
- ルミナスアーク インフィニティ（ヴァイオレット）
- レンドフルール（ミレーヌ）

2016年
- アンジュ・ヴィエルジュ〜ガールズバトル〜（ミルドレッド）
- サモンナイト6 失われた境界たち（ハサハ）
- Shadowverse（ロザリア、ネプチューン）
- 戦の海賊（コンゴウ）
- テイルズ オブ アスタリア（ティア・グランツ）
- 不思議の幻想郷 TOD -RELOADED-（八坂神奈子、チルノ）
- BLAZBLUE CENTRALFICTION（冥王・イザナミ）

2017年
- 陰陽師本格幻想RPG（吸血姫）
- スーパーロボット大戦V（テレサ・テスタロッサ）
- アクセル・ワールド VS ソードアート・オンライン 千年の黄昏（メタトロン）
- テイルズ オブ ザ レイズ（ティア・グランツ）
- スーパードラゴンボールヒーローズ（ケール / ケフラ）
- プリキュア つながるぱずるん（雪城ほのか / キュアホワイト）
- ラジアントヒストリア パーフェクトクロノロジー（ソニア）
- ガンダムバーサス（フォウ・ムラサメ）
- 英雄伝説 閃の軌跡 III（シャロン・クルーガー）
- IS 〈インフィニット・ストラトス〉 アーキタイプ・ブレイカー（セシリア・オルコット）
- セブンナイツ（神楽）

2018年
- Fate/Grand Order（2018年 - 2022年、葛飾北斎） - 2作品
- レイヤードストーリーズ ゼロ（ラケシス）
- 刀使ノ巫女 刻みし一閃の燈火（五條いろは）
- 戦場のヴァルキュリア4（クライマリア・レヴィン）
- スーパーロボット大戦X（C.C.）
- スーパーロボット大戦X-Ω（2018年 - 2019年、C.C.、テレサ・テスタロッサ）
- フルメタル・パニック！ 戦うフー・デアーズ・ウィンズ（テレサ・テスタロッサ）
- ファンタシースターオンライン2 es（ホルシード・マラケフ）
- サファイア・スフィア 〜蒼き境界〜（ミラフス）
- 英雄伝説 閃の軌跡IV -THE END OF SAGA-（死線のクルーガー）
- クイズRPG 魔法使いと黒猫のウィズ(C.C.)
- アルテイルNEO（アヌーシェ）
- ドラガリアロスト（ナーム、ネファリエ）
- 征戦!エクスカリバー（プシュケ）
- ファイアーエムブレム ヒーローズ（シルヴィア）

2019年
- きららファンタジア（ソラ）
- ドラゴンボール レジェンズ（ケール / ケフラ）
- スーパードラゴンボールヒーローズ ワールドミッション（ケール / ケフラ）
- 蒼き鋼のアルペジオ -アルス・ノヴァ- Re:Birth（コンゴウ）
- 妖怪餐廳（兔琉璃）
- 不思議の幻想郷 -ロータスラビリンス-（八坂神奈子 他）
- スーパーロボット大戦DD（2019年 - 2023年、C.C.、シン、フォウ・ムラサメ、テレサ・テスタロッサ）
- ポケモンマスターズ / EX（2019年 - 2023年、マツリカ）
- 東方キャノンボール（八雲紫）
- カードキャプターさくら ハピネスメモリーズ（李苺鈴）
- beatmania IIDX 27 HEROIC VERSE（姫留）
- エピックセブン（イセリア）

2020年
- 東方スペルバブル（古明地こいし）
- とある魔術の禁書目録 幻想収束（ネフテュス）
- ドラゴンボール ファイターズ（ケール / ケフラ） - DLC追加キャラクター
- 崩壊3rd（ベラ）
- 英雄伝説 創の軌跡（シャロン・クルーガー、オリエ・ヴァンダール）
- ぷよぷよ!!クエスト（2020年 - 2023年、李苺鈴、キュアホワイト）
- ラブライブ！ スクールアイドルフェスティバル ALL STARS（虹ヶ咲学園理事長）
- ファイナルギア -重装戦姫-（クリスティーナ）
- ドラゴンとガールズ交響曲（ハンニバル、ドン・キホーテ、メンデル）
- セブンナイツ〜時空の旅人〜（神楽）

2021年
- 百鬼異聞録〜妖怪カードバトル〜（吸血姫）
- ファンタジア・リビルド（テレサ・テスタロッサ）
- テラクラシック（リレム）
- BLAZBLUE ALTERNATIVE DARKWAR（輝弥サヤ）
- ブレイブリーデフォルトII（アデル・アイン）
- モンスターストライク（2021年 - 2025年、アムリタ、C.C.）
- 咲う アルスノトリア（ソロー）
- 八男ってそれはないでしょう！〜アンサンブルライフ〜（アマーリエ）
- OCTOPATH TRAVELER 大陸の覇者（アデル）
- ニーア リィンカーネーション（封印されていた少女 / ノエル）
- ガールズコントラクト（エーカム）
- アークナイツ（シー）
- 終末のアーカーシャ（エイネイ）
- ゴシックは魔法乙女〜さっさと契約しなさい!〜（朱里）
- コードギアス Genesic Re;CODE（2021年 - 2022年、C.C.）
- スーパーロボット大戦30（C.C.、ルティエル）
- ブルーアーカイブ -Blue Archive-（2021年 - 2023年、明星ヒマリ）
- アーテリーギア-機動戦姫-（クリスティーナ）
- グランサガ（ルイン）
- アナザーエデン 時空を超える猫（ツクヨミ）

2022年
- ソウルタイド（ミネルドウェン）
- ラブライブ! スクールアイドルフェスティバル（C.C.）
- コードギアス 反逆のルルーシュ ロストストーリーズ（2022年 - 2023年、C.C.）
- 機動戦士ガンダム アーセナルベース（フォウ・ムラサメ）
- エターナルツリー（イングリッド、ホリー）
- SDガンダム バトルアライアンス（フォウ・ムラサメ）
- ニューラルクラウド（リーゼ）
- メメントモリ（フォルティナ）

2023年
- アズールレーン（インプラカブル）
- 雀魂（C.C.）
- ガーディアンテイルズ（アラ)
- 無期迷途（エブン）

2024年
- ファントム オブ キル -オルタナティブ・イミテーション-（レーヴァテイン）
- 不思議の幻想郷 -FORESIGHT-（チルノ）
- ドラゴンボール Sparking! ZERO（ケール / ケフラ）
- レゾナンス:無限号列車（宵月）
- エーテルゲイザー（執明）
- ラングリッサー モバイル（セリカ）
- ストリノヴァ（ラヴィーネ）
- エンバーストーリア（シーピー）

2025年
- BLEACH Rebirth of Souls（虎徹勇音）
- スーパーロボット大戦Y（C.C.）

### ドラマCD
- アイツの大本命（伊集院艶子）
- アイドルマスター XENOGLOSSIAシリーズ（リファ）
  - オリジナルドラマvol.2『週間モンデンキント』
  - オリジナルドラマvol.3『週間アイドルマスター』
- 蒼き鋼のアルペジオ -アルス・ノヴァ- スペシャルCDドラマ メンタルモデルも電気羊の夢を見るのではないか?（コンゴウ）※ヤングキングアワーズ 2014年2月号付録
- 青空少女隊スペシャル〜羽田・三鷹の道中（下連雀の母、下連雀まこ、下連雀ゆうこ、下連雀ようこ、上連雀よしこ）
- あかやあかしやあやかしの ドラマCD（灯奈）
- あずきちゃんたら!
- 飴色紅茶館歓談（犬飼芹穂）※コミックス第1巻 限定版ドラマCD
- 穢翼のユースティアドラマCD 1巻（第28代聖女イレーヌ）
- 嵐のデスティニィ 1、2（美弓）
- IS 〈インフィニット・ストラトス〉（セシリア・オルコット[204]）
- 裏切りは僕の名前を知っている（ユキ〈前世〉）
- エミル・クロニクル・オンライン ドラマCD Vol.1・2（ルルイエ）
- 陰陽奇譚 〜あやかし義経記〜 其の一、其の二（楓）
- 陰陽大戦記 スペシャルサウンドトラック 虎の巻（上善寺モモ、柊のホリン）
- GUNSMITH CATSドラマCD（ジャニス）
- キャライキBuddyシリーズ（真鍋澄香、松岡涼子、坂木明日香、マリエル）
- きゃんきゃんバニー エクストラ 2、4（桜沢香織）
- クライムクラッカーズ2 サウンド・ドラマ（ウェンディ・ウィルキンソン）
- 黒薔薇アリス（菊川梓 / アリス）
- ことのはの巫女とことだまの魔女と（犬飼芹穂）
- コードギアス 反逆のルルーシュ Sound Episode 1、3、4、5、6（C.C.）全6巻（タイトルコール）
- Sound Horizon 5th Story CD Roman（セリフのみ / M4、6、7）
  - Sound Horizon 6th Story CD Moira（セリフのみ / M1、2、4、5、7、9、10、12）
- 少女ファイト（伊丹志乃）※コミックス第5巻 特装版付属CD
- 真・女神転生デビチル キャラクターズファイル2 要ミライ（要ミライ）
- ストレンジ・プラス THE DRAMA CD（奈々）
- 聖獣伝承ダークエンジェル（色）
- セイント・バトラーズ 菫の大公と黒の家令（クリスティーナ・ヴァレット・ロッド・ブリー＝ロウズ）
- 絶対可憐チルドレン ドラマCD EPS.3rd 〜一意奮闘!蕾見ばーちゃんの絶対love×love教室〜（蕾見不二子）
- チキチキのわ〜る烈風伝!! ダブルキャスト（李麗芳）
- ちょっとかわいいアイアンメイデン〜Triangle Maidens〜（星野沙雪）
- dear 〜ディア〜 A story of the next day（ミモザ）
- 停電少女と羽蟲のオーケストラ 第二楽章：宴（夜白）
- テイルズ オブ ジ アビス シリーズ（ティア・グランツ）
  - テイルズ オブ ジ アビス Vol.1 - 4
  - テイルズ オブ ジ アビス エピソード・ゼロ
- 天狗陰陽道 牛若退魔録之一 鋼鉄の魔人（葛葉）
- 天地無用!ドラマCD（火星のプリンセス）
- 電脳少女歌劇団 サイレントメビウスvs聖獣伝承ダークエンジェルvsコンパイラ（色）
- 東京タブロイド（聖麻衣子）
- ドラゴンクライシス!（七尾英理子）
- トランジスタ・ティーセット〜電気街路図〜（木場みどり）
- ドルアーガの塔 シリーズ（サキュバス）
  - ドルアーガの塔 〜the spoon of URUK〜
  - ドルアーガの塔 〜the fork of URUK〜
- バイトでウィザード（ジェニファー）
- はこぶね白書（鈴原みぃ子）
- BASARA 〜謀略の城〜 戦国シェイクスピアシリーズ 第1弾（艶の方）
- BUD BOY CDシネマ1 花喰い花（田科英子、花精B）
- ぱにぽに（メディア）
- 薔薇のマリア（サフィニア）
- ぴたテンキャラクターCD「予感」（紫亜）
- ひみつ戦隊メタモルV〜金色のショック!寄生宇宙人の怪〜（志小城まなみ）
- 姫神さまに願いを（テン）
- 氷菓Vol.1 （入須冬美）
- ファンタシースター ドラマCD&ファンブック（ファル）
- ふたりはプリキュアシリーズ（雪城ほのか / キュアホワイト）
  - ふたりはプリキュアCDドラマシリーズ〜ふたりでプリドラNo.1〜「ぶっちゃけお江戸でござる」
  - ふたりはプリキュアCDドラマシリーズ〜ふたりでプリドラNo.2〜「マジしんどい!雪は招くよ嵐を呼んで」
  - ふたりはプリキュア 1st Year キャラクター&キャラソンベスト
  - ふたりはプリキュア Max Heart キャラクターミニアルバム 雪城ほのか キュアホワイト
- BLACK CAT（リンスレット＝ウォーカー）
- 風姫外伝 〜花鎮めの風〜（真白の君・九尾の妖狐・桜子）
- フルメタル・パニック? ふもっふDVD限定版特典 テレサ・テスタロッサの艦長日記（テレサ・テスタロッサ）
- ヘッポコあんてぃ〜く（イワイズミ・シズク）
- 鋼の錬金術師 咎人たちの傷跡（リーナ）
- ほしのこえRADIO EDITION（カオリ）
- 星の旋嵐・銀縺歌（森ノ宮千春）
- マジカノ 魔女の森のリンゴ狩り（魔宮あすみ）※コミックス第7巻 特装版付録
- 魔法店舗カナルナ Magic.1（カナ）
- 魔法少女リリカルなのはStrikerS サウンドステージ 01-04（リインフォースII、ルキノ・リリエ）
- 魔法少女リリカルなのはStrikerS サウンドステージM4 10thSP（リインフォースII）※『メガミマガジン』2009年9月号付録 Vol.112
- 魔法少女リリカルなのは The MOVIE 2nd A's ドラマCD付き特別鑑賞券 Side-Y（リインフォースII）
- 魔法少女リリカルなのは Reflection ドラマCD付き特別鑑賞券【なのは&はやて編＋ボーナストラックVivid Strike! フーカ編】（リインフォースII）
- 舞-HiME 実録!『裏』風華学園史・第二章（風花真白、姫野二三）
- 舞-乙HiME ミス・マリアはみてた〜ガルデローベ裏日誌 Vol.1、Vol.2（マシロ・ブラン・ド・ヴィントブルーム）
- 舞-HiME★DESTINY 龍の巫女『過去と未来の絆』（マシロ姫、姫野二三、風花真白）
- ミツルギ+α ドラマCD（姫宮京）※コミックス+『月刊コミックラッシュ』2009年3月号全員サービス
- 女神異聞録ペルソナ（桐島英里子）
- Memories Off Bridge（片倉ふみき）
- メルティランサー イースタンメトロポリス事件ファイル（シルビア・ニムロッド）
- LOVELESS（白石雪乃）
- leviathan 終末を告げし獣
- ワイルドアームズ セカンドイグニッション オリジナルドラマ（ティム・ライムレス）
- わたしのお嬢様（ミリアム＝ウィルスン〈ミリー〉）※「メイド服のお嬢様編」下巻に同梱

### 吹き替え

#### 映画
- デッドエンド 暗戦リターンズ（テレサ）
- マペットのメリー・クリスマス（カーラ・エスピノサ〈ジュディ・レイエス〉）

#### ドラマ
- しあわせの処方箋（サラ）

#### アニメ
- おばけのキャスパー Vol.4 〜キャスパーのハロウィン〜（キャスパー）
- GoHands WORKS [K] アニメーション原画集 #01〜06
- プッチーニの庭（ブレンダ）

### ラジオ
- 野上ゆかなのほほえみをあげたい（かまくらFM）
- ONGAKU NO MORI（FM富士）
- 関様・姫のやっぱりキャラでイキましょう!（ラジオ大阪：2000年10月 - 2002年10月）
- 新鬼武者プロジェクトプレゼンツ 赤鬼のパンツ!青鬼のパンツ!（ラジオ大阪：2005年4月2日 - 2006年4月1日）
- ユカナ*ハルナのスイートマジック（音泉：2006年1月18日 - 9月12日 ）
- ゆかな*はるな canary*lunar Market（音泉、BEWE：2006年9月28日プレ放送、2006年10月5日 - 2008年3月20日）
- RADIO IS II（超!A&G+、ランティスウェブラジオ：2013年11月9日 - 11月23日）

### オーディオドラマ
- TBSラジオ エブ★ラジ 夜の連続スマホ小説「ラブダイエット」（2015年、細川満里奈[205]）
- フルメタル・パニック! 踊るベリー・メリー・クリスマス（2016年、テレサ・テスタロッサ）
- ありふれた職業で世界最強 ボイスドラマ（2019年 - 2024年、ミレディ・ライセン） - 2シリーズ[一覧 25]
- 異世界のんびり農家 購入特典ボイスカード（2020年、ティア[206]）
- 【ブルーアーカイブ】ヒマリASMR〜ほどけた心をゆだねられ〜（2024年、ヒマリ）

### デジタルコミック
- VOMIC ǝnígmǝ【エニグマ】（2011年、来宮しげる）
- UULA あさきゆめみし（2013年、藤壺、紫の上）

### 特撮
- スーパー戦隊シリーズ
  - 天装戦隊ゴセイジャー（2010年、女王蜂のイリアンの声[初出 11]）
  - ナンバーワン戦隊ゴジュウジャー（2025年、テガジューンの声[207]）
  - ナンバーワン戦隊ゴジュウジャー 復活のテガソード（2025年、テガジューンの声）
- 仮面ライダーオーズ/OOO（2010年 - 2022年、メズールの声） - 5作品[一覧 26]

### オーディオブック
- 時をかける少女（2008年、朗読）
- ある男（2019年、里枝）[209]

### ナレーション
- i したい（BS-i）
- アマガミSSEDテーマ「恋はみずいろ」CM（七咲逢）
- INVITATION MOVIE（SKY PerfecTV!）
- うる蔵かう蔵（テレビ朝日）
- シネマDO（テレビ東京）
- ディズニータイム（テレビ東京）
- 今すぐ使える豆知識 クイズ雑学王（テレビ朝日）
- 激あま〜い（TBS）
- 月刊ニュータイプ2008年2月号（CM。角川書店）
- 日曜午後五CM（毎日放送ほかJNN系列局。千葉繁と共に）
- ちょっと未来のオフィス（BSジャパン）
- テイルズ オブ ジ アビス（CM.ナムコ）
- テスト・ザ・ネイション フシギとキセキの星 地球テスト 直前SP 地球ぐるっと日帰りツアー（テレビ朝日）
- プリウス（CM。トヨタ）
- 無限のフロンティア スーパーロボット大戦OGサーガ（CM.バンプレスト）
- メディア見たもん勝ち!ゼルマ（フジテレビ）
- S☆1・スパサカ（TBS）
- 火曜エンタテイメント!「この命を救いたい! 激録!救命救急24時」（テレビ東京）
- 人志松本の○○な話（フジテレビ）
- 2010 FIFA ワールドカップ デイリー&ウィークリーハイライト（2010年6月、TBS系列）
- コードギアス 亡国のアキト（ナレーション、C.C.）

### テレビドラマ
- 積木くずし崩壊、そして…（テレビ東京）
- アドベンチャー探偵の事件簿2「米沢牛しゃぶしゃぶ食べ放題殺人事件」

### 実写
- 超番宣人間タニョーン（2004年1月26日 - 1月30日、朝日放送） - 番宣番組。共演の本名陽子と共に顔出しで「ふたりはプリキュア」の番組告知を行った。
- テイルズ オブ フェスティバル 2009
- テイルズ オブ フェスティバル 2011

### 音声ガイド
- 全プリキュア展〜20th Anniversary Memories〜（サンシャインシティ（2023年2月1日 - 2月19日）、ほか全国各地） - 雪城ほのか / キュアホワイト[210]

### その他コンテンツ
- CR新大江戸日記 〜月夜に咲く華〜（蘭、だいふく）
- 電脳電脳フィギュアソフト「ARis」（AR〈Augmented Reality、拡張現実〉を利用したパソコンソフト。WEBカメラと一緒に使うことで利用可能）
- クラブ・モンスターズ・インク“笑いってクール!”（ミス・マシンガントーク）
- CODE GEASS COMPLETE BEST（モノローグ担当〈語り手〉）
- 「Introduction 〜迫リ来ルMONSTER〜」キャラクターボイス（ポルノグラフィティのアルバム『∠TRIGGER』収録）
- CR金田一少年の事件簿（速水玲香）
- ＃声優ぷらす（2018年10月5日、NHK総合）
- メイカさんは押しころせない コミックス1巻発売記念PV（2020年、メイカ[211]）
- 愛天使世紀ウェディングアップル（2025年、朝陽まゆみ[212]）

## ディスコグラフィ

### シングル
| 枚  | 発売日         | タイトル         | 規格品番  | 最高位 |
| --- | -------------- | ---------------- | --------- | ------ |
| 1st | 1997年5月21日  | 異邦人           | CODA-1190 |        |
| 2nd | 1998年11月27日 | all or nothing   | ABDS-0001 |        |
| 3rd | 2012年8月1日   | 春の雪           | YSMC-1001 |        |
| 4th | 2013年1月6日   | Thank you for... | SALA-0005 |        |
| 5th | 2013年5月29日  | 会いにいくよ     | SALA-0106 |        |

### アルバム
| 枚  | 発売日         | タイトル                 | 規格品番   | 最高位 |
| --- | -------------- | ------------------------ | ---------- | ------ |
| 1st | 1996年2月25日  | ほほえみをあげたい       | FHCF-2279  |        |
| 2nd | 1997年5月31日  | PATIO〜A scene with me〜 | COCA-14097 |        |
| 3rd | 1998年12月23日 | yu ka na                 | ABCS-0001  |        |
| 4th | 2002年10月18日 | everytime together       | SALA-0002  |        |
| 5th | 2005年10月30日 | dearie                   | SALA-0003  |        |
| 6th | 2008年10月29日 | Blooming Voices          | KICS-1397  | 55位   |

### キャラクターソング
| 発売日   | 商品名                                                                               | 歌 | 楽曲 | 備考                                                                |
| 1995年   | 1995年                                                                               | 1995年 | 1995年 | 1995年                                                              |
| -------- | ------------------------------------------------------------------------------------ | --- | --- | ------------------------------------------------------------------- |
| 5月24日  | 夢見る愛天使                                                                         | FURIL | 「夢見る愛天使」                                                                                            | テレビアニメ『愛天使伝説ウエディングピーチ』オープニングテーマ      |
| 5月24日  | 夢見る愛天使                                                                         | FURIL | 「21世紀のジュリエット」                                                                                    | テレビアニメ『愛天使伝説ウエディングピーチ』エンディングテーマ      |
| 11月22日 | ウェディングピーチ スペシャルCD                                                      | FURIL | 「ヴァージンラブ」                                                                                          | テレビアニメ『愛天使伝説ウエディングピーチ』エンディングテーマ      |
| 1996年   |                                                                                      | | |                                                                     |
| 4月25日  | メルティランサー キャラクター・ソングコレクション                                    | シルビィ（野上ゆかな） | 「FOREVER AND A DAY〜終わらない物語り〜」 「明日と闇の間に」                                                | ゲーム『メルティランサー 〜銀河少女警察2086〜』関連曲               |
| 6月21日  | 青空少女隊 801TTSキャラクターソングス                                                | 下連雀ようこ（野上ゆかな） | 「それは恋の予感」                                                                                          | OVA『青空少女隊』関連曲                                             |
| 8月18日  | ウェディングピーチ プレミアムCD                                                      | FURIL' | 「Merry Angel」                                                                                             | OVA『ウェディングピーチDX』オープニングテーマ                       |
| 1997年   |                                                                                      | | |                                                                     |
| 2月10日  | 天外魔境 第四の黙示録 ヴォーカル・セレクション                                       | 闇の恋人キャンディ（野上ゆかな） | 「We Want Candy」                                                                                           | ゲーム『天外魔境 第四の黙示録』挿入歌                               |
| 1998年   |                                                                                      | | |                                                                     |
| 2月21日  | メルティランサー Re-inforce サウンドトラックス                                       | メルビナ（緒方恵美）、サクヤ（岩男潤子）、アンジェラ（丹下桜）、シルビィ（野上ゆかな）、ナナ（池澤春菜）、神城潤（手塚ちはる）                                                                 | 「ウィスパー・ブルー」                                                                                      | ゲーム『メルティランサー Re-inforce』オープニングテーマ             |
| 2001年   |                                                                                      | | |                                                                     |
| 5月23日  | トゥルーラブストーリー3 オリジナルサウンドトラック                                   | 蒼月たかね（たかはし智秋）、佐伯梢（吉川由弥）、紺野遊季（ゆかな）、工藤翼子（豊口めぐみ）、かなめ（大谷育江）                                                                                 | 「美空中学校校歌」                                                                                          | ゲーム『トゥルー・ラブストーリー3』エンディングテーマ               |
| 9月29日  | 天使のピクニック                                                                     | P.E.T.S. | 「天使のピクニック」                                                                                        | テレビアニメ『おとぎストーリー 天使のしっぽ』関連曲                 |
| 10月30日 | 天使のしっぽ/One Drop                                                                | P.E.T.S. | 「天使のしっぽ」                                                                                            | テレビアニメ『おとぎストーリー 天使のしっぽ』オープニングテーマ     |
| 11月7日  | トゥルー・ラブストーリー3 ボーカルコレクション                                       | 紺野遊季（ゆかな） | 「よろしく未来！」                                                                                          | ゲーム『トゥルー・ラブストーリー3』関連曲                           |
| 11月29日 | 天使との出会い〜そして別れ                                                           | 守護天使・高校生トリオ | 「天使との出会い〜そして別れ」                                                                              | テレビアニメ『おとぎストーリー 天使のしっぽ』関連曲                 |
| 12月29日 | 天使のうたごえ vol.1                                                                 | ウサギのミカ（ゆかな） | 「Love〜あまいぬくもり〜」                                                                                  | テレビアニメ『おとぎストーリー 天使のしっぽ』関連曲                 |
| 2002年   |                                                                                      | | |                                                                     |
| 6月26日  | 予感                                                                                 | 紫亜（ゆかな）、ニャー（冬馬由美） | 「予感」 「なつかしい宝物」                                                                                 | テレビアニメ『ぴたテン』関連曲                                      |
| 2004年   |                                                                                      | | |                                                                     |
| 9月24日  | ふたりはプリキュア ボーカルアルバム DUAL VOCAL WAVE! 〜ありったけの笑顔で〜          | 美墨なぎさ（本名陽子）、雪城ほのか（ゆかな） | 「ジェットコースターなM☆M」 「ありったけの笑顔で」                                                          | テレビアニメ『ふたりはプリキュア』関連曲                            |
| 9月24日  | ふたりはプリキュア ボーカルアルバム DUAL VOCAL WAVE! 〜ありったけの笑顔で〜          | 美墨なぎさ（本名陽子）、雪城ほのか（ゆかな）、五條真由美 | 「プリティー・エクササイズ」                                                                                | テレビアニメ『ふたりはプリキュア』関連曲                            |
| 12月22日 | ふたりはプリキュア ボーカルアルバム2 VOCAL RAINBOW STORM!! 〜光になりたい〜          | 美墨なぎさ（本名陽子）、雪城ほのか（ゆかな） | 「プリキュア登場！ 〜VOCAL RAINBOW STORM〜」 「DANZEN! ふたりはプリキュア 〜Nagi-nagi&Hono-hono Version〜」 | テレビアニメ『ふたりはプリキュア』関連曲                            |
| 12月22日 | ふたりはプリキュア ボーカルアルバム2 VOCAL RAINBOW STORM!! 〜光になりたい〜          | 雪城ほのか（ゆかな） | 「TSUBOMI」                                                                                                 | テレビアニメ『ふたりはプリキュア』関連曲                            |
| 12月22日 | ふたりはプリキュア ボーカルアルバム2 VOCAL RAINBOW STORM!! 〜光になりたい〜          | 美墨なぎさ（本名陽子）、雪城ほのか（ゆかな）、ヤング・フレッシュ | 「ゲッチュウ！らぶらぶぅ?! 〜VERONE Chorus Version〜」                                                      | テレビアニメ『ふたりはプリキュア』挿入歌                            |
| 2005年   |                                                                                      | | |                                                                     |
| 6月8日   | 舞-HiME Character Vocal Album Vol.2 初恋方程式 第2楽章                               | 風花真白&姫野二三（ゆかな） | 「らせん庭園」                                                                                              | テレビアニメ『舞-HiME』関連曲                                       |
| 7月22日  | ふたりはプリキュア Max Heart キャラクター・ミニアルバム 雪城ほのか/キュアホワイト    | 雪城ほのか / キュアホワイト（ゆかな） | 「if…」 「いつもとなりで」                                                                                  | テレビアニメ『ふたりはプリキュア Max Heart』関連曲                  |
| 9月29日  | 半熟ヒロイン☆                                                                        | アリカ（菊地美香）、ニナ（小清水亜美）、マシロ（ゆかな） | 「世界中がユメになれ」                                                                                      | 『舞-乙HiME』関連曲                                                 |
| 10月21日 | ふたりはプリキュア Max Heart VOCAL アルバム EXTREME VOCAL LUMINARIO!! 〜同じ夢見て〜 | 美墨なぎさ（本名陽子）、雪城ほのか（ゆかな）、九条ひかり（田中理恵） | 「Max HeartでGO GO GO!!」                                                                                   | テレビアニメ『ふたりはプリキュア Max Heart』関連曲                  |
| 10月21日 | ふたりはプリキュア Max Heart VOCAL アルバム EXTREME VOCAL LUMINARIO!! 〜同じ夢見て〜 | 美墨なぎさ（本名陽子）、雪城ほのか（ゆかな） | 「同じ夢見て 〜SET ME FREE〜」                                                                              | テレビアニメ『ふたりはプリキュア Max Heart』関連曲                  |
| 11月23日 | 乙女はDO MY BESTでしょ？                                                             | アリカ（菊地美香）、ニナ（小清水亜美）、マシロ（ゆかな） | 「星が奏でるものがたり」                                                                                    | テレビアニメ『舞-乙HiME』関連曲                                     |
| 12月22日 | ふたりはプリキュア Max Heart Vocal アルバムII 〜「あ」から始まる愛コトバ〜           | 雪城ほのか（ゆかな） | 「ありがとう〜あなたに会えてよかった〜」                                                                    | テレビアニメ『ふたりはプリキュア Max Heart』関連曲                  |
| 12月22日 | ふたりはプリキュア Max Heart Vocal アルバムII 〜「あ」から始まる愛コトバ〜           | 五條真由美 with 美墨なぎさ（本名陽子）、雪城ほのか（ゆかな） | 「チャレンジ☆チェンジ」                                                                                     | テレビアニメ『ふたりはプリキュア Max Heart』関連曲                  |
| 12月22日 | ふたりはプリキュア Max Heart Vocal アルバムII 〜「あ」から始まる愛コトバ〜           | 美墨なぎさ（本名陽子）、雪城ほのか（ゆかな） | 「Happy ending」                                                                                            | テレビアニメ『ふたりはプリキュア Max Heart』関連曲                  |
| 2007年   |                                                                                      | | |                                                                     |
| 4月25日  | コードギアス 反逆のルルーシュ Sound Episode 1                                        | C.C.（ゆかな） | 「REINCARNATION」                                                                                           | テレビアニメ『コードギアス 反逆のルルーシュ』関連曲                 |
| 10月3日  | 魔法少女リリカルなのはStrikerS サウンドステージ03                                    | リインフォースII（ゆかな） | 「小さな誓い」                                                                                              | テレビアニメ『魔法少女リリカルなのはStrikerS』関連曲                |
| 12月5日  | 舞-乙HiME Zwei ヴォーカルベストアルバム 舞夢                                         | マシロ（ゆかな） | 「笑顔の色は虹の色」                                                                                        | OVA『舞-乙HiME Zwei』関連曲                                         |
| 12月5日  | 舞-乙HiME Zwei ヴォーカルベストアルバム 舞夢                                         | アリカ（菊地美香）、ニナ（小清水亜美）、マシロ（ゆかな）、舞衣（中原麻衣）、ナツキ（千葉紗子）、ミコト（清水愛）                                                                               | 「乙女はDO MY BESTでしょ？ 2007ver」                                                                        | OVA『舞-乙HiME Zwei』主題歌                                         |
| 12月5日  | 舞-乙HiME Zwei ヴォーカルベストアルバム 舞夢                                         | アリカ（菊地美香）、ニナ（小清水亜美）、マシロ（ゆかな） | 「乙女はDO MY BESTでしょ？ 乙女ver」                                                                        | OVA『舞-乙HiME Zwei』関連曲                                         |
| 2008年   |                                                                                      | | |                                                                     |
| 7月2日   | コードギアス 反逆のルルーシュR2 Sound Episode 1                                      | C.C.（ゆかな） | 「CONNECT」                                                                                                 | テレビアニメ『コードギアス 反逆のルルーシュR2』関連曲               |
| 10月1日  | 我が家のお稲荷さま。 天狐幻術 歌曲集                                                 | クー（ゆかな）、コウ（早見沙織）、タマ（高橋美佳子） | 「シアワセの言霊」                                                                                          | テレビアニメ『我が家のお稲荷さま。』挿入歌                          |
| 2009年   |                                                                                      | | |                                                                     |
| 1月7日   | テイルズ オブ ジ アビス イメージアルバム『brilliant world』                          | ティア・グランツ（ゆかな） | 「風紡ぎのアリア」                                                                                          | ゲーム『テイルズ オブ ジ アビス』関連曲                             |
| 10月23日 | アマガミ キャラクターソング vol.5 七咲逢「trust」                                    | 七咲逢（ゆかな） | 「trust」                                                                                                   | ゲーム『アマガミ』関連曲                                            |
| 12月23日 | キディ・ガーランド 挿入歌集                                                          | ク・フィーユ（合田彩）、トロワジェイン（ゆかな） | 「マジカルさくらちゃん」                                                                                    | テレビアニメ『キディ・ガーランド』エンディングテーマ                |
| 2010年   |                                                                                      | | |                                                                     |
| 10月20日 | 恋はみずいろ                                                                         | 七咲逢（ゆかな） | 「恋はみずいろ」                                                                                            | テレビアニメ『アマガミSS』エンディングテーマ                        |
| 10月20日 | 恋はみずいろ                                                                         | 七咲逢（ゆかな） | 「minamo」                                                                                                  | テレビアニメ『アマガミSS』挿入歌                                    |
| 12月15日 | TVアニメ「アマガミSS」 キャラクターイメージソングス For You…                         | 七咲逢（ゆかな） | 「幸せの砂浜」                                                                                              | テレビアニメ『アマガミSS』関連曲                                    |
| 12月15日 | TVアニメ「アマガミSS」 キャラクターイメージソングス For You…                         | 森島はるか（伊藤静）、棚町薫（佐藤利奈）、中多紗江（今野宏美）、七咲逢（ゆかな）、桜井梨穂子（新谷良子）、絢辻詞（名塚佳織）                                                                   | 「stories」                                                                                                 | テレビアニメ『アマガミSS』関連曲                                    |
| 2011年   |                                                                                      | | |                                                                     |
| 2月16日  | SUPER∞STREAM                                                                         | 篠ノ之箒（日笠陽子）、セシリア・オルコット（ゆかな）、凰鈴音（下田麻美）、シャルル・デュノア（花澤香菜）、ラウラ・ボーデヴィッヒ（井上麻里奈）                                                 | 「SUPER∞STREAM」                                                                                            | テレビアニメ『IS 〈インフィニット・ストラトス〉』オープニングテーマ |
| 3月23日  | The Scene of DRAGON CRISIS!                                                          | 如月竜司（下野紘）、ローズ（釘宮理恵）、七尾英理子（ゆかな） | 「Welcome to the Brand New World」                                                                          | テレビアニメ『ドラゴンクライシス!』関連曲                           |
| 3月23日  | The Scene of DRAGON CRISIS!                                                          | 如月竜司（下野紘）、ローズ（釘宮理恵）、七尾英理子（ゆかな）、マルガ（堀江由衣）、アイ（いのくちゆか）、オニキス（神谷浩史）                                                                   | 「curtain call」 「Everlasting Flower -大切な想い-」                                                        | テレビアニメ『ドラゴンクライシス!』関連曲                           |
| 5月25日  | IS 〈インフィニット・ストラトス〉 BD / DVD 第2巻初回生産特典CD                       | セシリア・オルコット（ゆかな） | 「Noble Heart」 「SUPER∞STREAM」                                                                            | テレビアニメ『IS 〈インフィニット・ストラトス〉』関連曲             |
| 2012年   |                                                                                      | | |                                                                     |
| 2月22日  | アマガミSS+ Plus Character Songs w/OST『always vol.01』                              | 七咲逢（ゆかな） | 「SIMP-RISM」                                                                                               | テレビアニメ『アマガミSS+』関連曲                                   |
| 3月14日  | IS 〈インフィニット・ストラトス〉 ボーカルアルバム                                   | セシリア・オルコット（ゆかな） | 「恋をはじめましょう」                                                                                      | テレビアニメ『IS 〈インフィニット・ストラトス〉』関連曲             |
| 2013年   |                                                                                      | | |                                                                     |
| 11月20日 | BEAUTIFUL SKY                                                                        | 篠ノ之箒（日笠陽子）、セシリア・オルコット（ゆかな）、凰鈴音（下田麻美）、シャルロット・デュノア（花澤香菜）、ラウラ・ボーデヴィッヒ（井上麻里奈）、更識楯無（斎藤千和）、更識簪（三森すずこ） | 「BEAUTIFUL SKY」                                                                                           | テレビアニメ『IS〈インフィニット・ストラトス〉2』エンディングテーマ |
| 12月25日 | IS 〈インフィニット・ストラトス〉2 BD / DVD 第2巻初回生産特典CD                      | セシリア・オルコット（ゆかな） | 「BEAUTIFUL SKY」                                                                                           | テレビアニメ『IS〈インフィニット・ストラトス〉2』関連曲             |
| 2015年   |                                                                                      | | |                                                                     |
| 7月17日  | 蒼き鋼のアルペジオ -アルス・ノヴァ- “Blue Field”キャラクターSongs Vol.2              | コンゴウ（ゆかな） | 「Chande the fate」 「Dawning light」                                                                       | テレビアニメ『蒼き鋼のアルペジオ -アルス・ノヴァ-』関連曲           |
| 2018年   |                                                                                      | | |                                                                     |
| 2月21日  | コードギアス 反逆のルルーシュ CODE BLACK+                                            | 紅月カレン（小清水亜美）、C.C.（ゆかな） | 「Glory Days」                                                                                              | パチスロ『コードギアス 反逆のルルーシュR2』関連曲                   |
| 2月21日  | コードギアス 反逆のルルーシュ CODE BLACK+                                            | C.C.（ゆかな） | 「Reload」                                                                                                  | パチスロ『コードギアス 反逆のルルーシュR2』関連曲                   |
| 2019年   |                                                                                      | | |                                                                     |
| 12月26日 | 冷たい時間                                                                           | レーヴァテイン（ゆかな） | 「冷たい時間」                                                                                              | ゲーム『ファントム オブ キル』関連曲                                |
| 2025年   |                                                                                      | | |                                                                     |
| 10月22日 | メメントモリ Lament Collection Vol.3 〜Witches of Qlipha〜                           | フォルティナ（ゆかな） | 「VI. THE SWORD ff」                                                                                        | ゲーム『メメントモリ』キャラクター専用曲                            |

### その他参加楽曲
| 発売日        | 商品名                                 | 歌                     | 楽曲                                        | 備考 |
| ------------- | -------------------------------------- | ---------------------- | ------------------------------------------- | ---- |
| 2003年3月5日  | DisneyTIME presents ディズニーえかき歌 | ゆかな                 | 「ミッキーのえかき歌」 「ミニーのえかき歌」 |      |
| 2010年12月8日 | 残響レギオン                           | 少女病 / 台詞 - ゆかな | 「」                                        |      |
| 2022年6月26日 | 真典セクサリス                         | 少女病 / 台詞 - ゆかな | 「有形悲劇を与えたまえ」                    |      |

## ライブ

### 合同ライブ
| 出演日              | タイトル                                                    | 会場                       |
| ------------------- | ----------------------------------------------------------- | -------------------------- |
| 2020年1月18日・19日 | 魔法少女リリカルなのは15周年記念イベント「リリカル☆ライブ」 | 国立代々木競技場第一体育館 |
| 2024年1月20日・21日 | 全プリキュア 20th Anniversary LIVE!                         | 横浜アリーナ               |